# بيرغالوند كريس
بيرغالوند كريس (بالألمانية: Burgenlandkreis) هو قضاء يقع في ساكسونيا أنهالت، ألمانيا.

## التاريخ
تأسس القضاء بدمج الأقضية السابقة لبيرغالوند كريس و فايسنفيلس كجزء من إصلاحات عام 2007م. في 16 يوليو 2007، قرر برلمان القضاء بتغيير الاسم مجدداً إلى لبيرغالوند كريس وأصبح حيز التنفيذ في 1 أغسطس 2007م.
في عام 2015م تم تحليل بقايا هايكل سكان كارسدورف التي ترجع لفترة العصر الحجري الحديث المبكر.

## بلدات
القائمة التالية تحوي تقسيمات قضاء بيرغالوند كريس:
| بلدات                                                   | بلديات       |
| ------------------------------------------------------- | ------------ |
| 1. هوهنمولزن 2. لوتسن 3. ناومبورغ 4. فايسنفلس 5. تسايتز | 1. Elsteraue |

| وحدة إ | وحدة إ | وحدة إ |
| --- | --- | --- |
| - 1. An der Finne 1. An der Poststraße 2. Bad Bibraباد بيبرا1, 2 3. Eckartsberga2 4. Finne 5. Finneland 6. Kaiserpfalz 7. Lanitz-Hassel-Tal - 2. Droyßiger-Zeitzer Forst 1. Droyßig1 2. Gutenborn 3. Kretzschau 4. Schnaudertal 5. Wetterzeube | - 3. Unstruttal 1. Balgstädt 2. Freyburg1, 2 3. Gleina 4. Goseck 5. Karsdorf 6. Laucha an der Unstrut2 7. Nebra2 | - 4. Wethautal 1. Meineweh 2. Mertendorf 3. Molauer Land 4. Osterfeld1, 2 5. Schönburg 6. Stößen2 7. Wethau |
| 1seat of the Verbandsgemeinde; 2town | | |

## روابط خارجية
‌